# Echo (You and I)
Az Echo (You and I) (magyarul: Visszhang (Te és én)) egy popdal, mely Franciaországot képviselte a 2012-es Eurovíziós Dalfesztiválon. A dalt az indonéz–francia Anggun adta elő francia–angol nyelvű kevert verzióban.
A dalt 2012. január 29-én mutatták be az Eurovíziós Dalverseny hivatalos csatornáján. Szövegét maga az előadó szerezte, míg a zenéjét William Rousseau-nak, és Jean-Pierre Pilot-nak köszönheti, akik már korábban több dalt készítettek például David Guettának.
Promóciós célokból Anggun több előadóval vette fel különféle verzióit a dalnak, így készült el a magyar Varga Viktorral a "Visszhang (You and I)" című dal is, mely felkerült a magyar rádiós lejátszási listákra.
Az Eurovíziós Dalfesztiválon a dalt a május 26-án rendezett döntőben adták elő a fellépési sorrendben kilencedikként, a ciprusi Ivi Adamou La La Love című dala után és az olasz Nina Zilli L’amore è femmina (Out of Love) című dala előtt. A szavazás során 21 pontot szerzett, mely a 22. helyet jelentette a 26 fős mezőnyben.
A következő francia induló Amandine Bourgeois volt a L’enfer et moi című dallal a 2013-as Eurovíziós Dalfesztiválon.